# Калинівська сільська рада (Городищенський район)
Кали́нівська сільська́ ра́да — адміністративно-територіальна одиниця та орган місцевого самоврядування в Городищенському районі Черкаської області. Адміністративний центр — село Калинівка.

## Загальні відомості
- Населення ради: 844 особи (станом на 2001 рік)

## Населені пункти
Сільській раді були підпорядковані населені пункти:
- с. Калинівка

## Склад ради
Рада складалася з 12 депутатів та голови.
- Голова ради: Грибінник Мирослава Вячеславівна
- Секретар ради: Ворона Раїса Андріївна

### Керівний склад попередніх скликань
| Прізвище, ім'я, по батькові      | Основні відомості                                                               | Дата обрання | Дата звільнення |
| -------------------------------- | ------------------------------------------------------------------------------- | ------------ | --------------- |
| Грибіник Мирослава Вячеславівна  | Сільський голова, 1965 року народження, член Української Народної Партії        | 26.03.2006   | 31.10.2010      |
| Грибінник Мирослава Вячеславівна | Сільський голова, 1965 року народження, освіта середня спеціальна, позапартійна | 31.10.2010   |                 |

Примітка: таблиця складена за даними сайту Верховної Ради України

### Депутати
За результатами місцевих виборів 2010 року депутатами ради стали:

#### За суб'єктами висування
| Суб'єкт висування | Кількість обраних депутатів | %  |
| ----------------- | --------------------------- | -- |
| Партія регіонів   | 9                           | 75 |
| Самовисування     | 3                           | 25 |

#### За округами
| № округу        | Прізвище, ім'я, по батькові     | Дата визнання обраним | Освіта  | Партійна приналежність | Відомості про обраного депутата         |
| --------------- | ------------------------------- | --------------------- | ------- | ---------------------- | --------------------------------------- |
| Партія регіонів |                                 |                       |         |                        |                                         |
| 2               | Давиденко Віктор Панасович      | 04.11.2010            | середня | позапартійний          | тимчасово не працює                     |
| 3               | Бровченко Ірина Анатоліївна     | 04.11.2010            | вища    | позапартійна           | Калинівська сільська рада, бухгалтер    |
| 4               | Лисокінь Антоніна Іванівна      | 04.11.2010            | середня | позапартійна           | Калинівський відділ зв'язку, листоноша  |
| 6               | Мінченко Оксана Миколаївна      | 04.11.2010            | середня | позапартійна           | Калинівський СЦКД, бібліотекар          |
| 8               | Ворона Раїса Андріївна          | 04.11.2010            | середня | позапартійна           | Калинівська сільська рада, секретар     |
| 9               | Педченко Володимир Миколайович  | 04.11.2010            | середня | позапартійний          | тимчасово не працює                     |
| 10              | Коцина Юрій Іванович            | 04.11.2010            | вища    | позапартійний          | приватний підприємець                   |
| 11              | Осадча Лідія Іванівна           | 04.11.2010            | середня | позапартійна           | Золотонішський маслокомбінат, заготовач |
| 12              | Шлапак Людмила Лентїївна        | 04.11.2010            | середня | позапартійна           | пенсіонер                               |
| Самовисування   |                                 |                       |         |                        |                                         |
| 1               | Олексієнко Микола Семенович     | 04.11.2010            | середня | позапартійний          | пенсіонер                               |
| 5               | Семиволос Олександр Миколайович | 04.11.2010            | середня | позапартійний          | СМЄУ-5, робочий                         |
| 7               | Корчак Катерина Миколаївна      | 04.11.2010            | середня | позапартійна           | Калинівський відділ зв'язку, начальник  |